# Paratamboicus
Paratamboicus – rodzaj kosarzy z podrzędu Eupnoi i rodziny Sclerosomatidae.

## Występowanie
Przedstawiciele rodzaju występują w Ameryce Południowej.

## Systematyka
Opisano dotąd 30 gatunków kosarzy z tego rodzaju:
| - Paratamboicus albianus (Mello-Leitão, 1944) - Paratamboicus aureopunctata (Roewer, 1953) - Paratamboicus bicornutus Mello-Leitão, 1940 - Paratamboicus bogotensis (Roewer, 1953) - Paratamboicus chilensis (Piza, 1942) - Paratamboicus cinctus (Roewer, 1953) - Paratamboicus citrinus (Pocock, 1903) - Paratamboicus conspersus (Roewer, 1953) - Paratamboicus dubius (Ringuelet, 1960) - Paratamboicus formosa (Ringuelet, 1953) - Paratamboicus geniculata (Mello-Leitão, 1938) - Paratamboicus granulata (Roewer, 1912) - Paratamboicus iguassuensis (Mello-Leitão, 1935) - Paratamboicus insperata (Soares, 1972) | - Paratamboicus laevis (Ringuelet, 1960) - Paratamboicus littoralis (Mello-Leitão, 1938) - Paratamboicus luteipalpis (Roewer, 1910) - Paratamboicus marmorata (Mello-Leitão, 1935) - Paratamboicus marmoratus (Mello-Leitão, 1938) - Paratamboicus metallicus (Roewer, 1953) - Paratamboicus mexicanus (Roewer, 1953) - Paratamboicus misionicus (Ringuelet, 1960) - Paratamboicus nigripalpis (Roewer, 1910) - Paratamboicus riedeli (Starega, 1970) - Paratamboicus segadasi (Mello-Leitão, 1949) - Paratamboicus tenuis (Roewer, 1953) - Paratamboicus tocantinus (Roewer, 1953) - Paratamboicus trochanteralis (Roewer, 1953) - Paratamboicus unicolor (Loman, 1902) - Paratamboicus unifasciatus (Roewer, 1910) |